# Прислоп (Закарпатская область)
При́слоп (укр. Присліп) — село в Межгорской поселковой общине Хустского района Закарпатской области Украины.
Население по переписи 2001 года составляло 851 человек. Почтовый индекс — 90014. Телефонный код — 3146. Код КОАТУУ — 2122485601.